# Euroscaptor grandis
Espèce
Statut de conservation UICN

 LC  : Préoccupation mineure
Euroscaptor grandis est une espèce de Mammifères de la famille des Talpidés (Talpidae). Cette taupe asiatique est endémique de Chine.

## Habitat et répartition

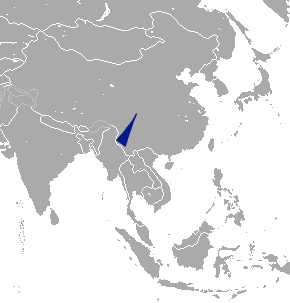
Carte de répartition en Asie

Euroscaptor grandis est un animal terrestre qui se trouve sur les pentes de hautes montagnes de Chine, dans les provinces de Sichuan et de Yunnan. 

## Classification
Cette espèce a été décrite pour la première fois en 1940 par le zoologiste américain Gerrit Smith Miller, Jr (1869-1956). 
Classification plus détaillée selon le Système d'information taxonomique intégré (SITI ou ITIS en anglais) :
 Règne : Animalia ; sous-règne : Bilateria ; infra-règne : Deuterostomia ; Embranchement : Chordata ; Sous-embranchement : Vertebrata ; infra-embranchement : Gnathostomata ; super-classe : Tetrapoda ; Classe : Mammalia ; Sous-classe : Theria ; infra-classe : Eutheria ; ordre : Soricomorpha ; famille des Talpidae ; sous-famille des Talpinae ; tribu des Talpini ; genre Euroscaptor.
Traditionnellement, les espèces de la famille des Talpidae sont classées dans l'ordre des Insectivores (Insectivora), un regroupement qui est progressivement abandonné au XXIe siècle.